# Haunted (bài hát của Taylor Swift)

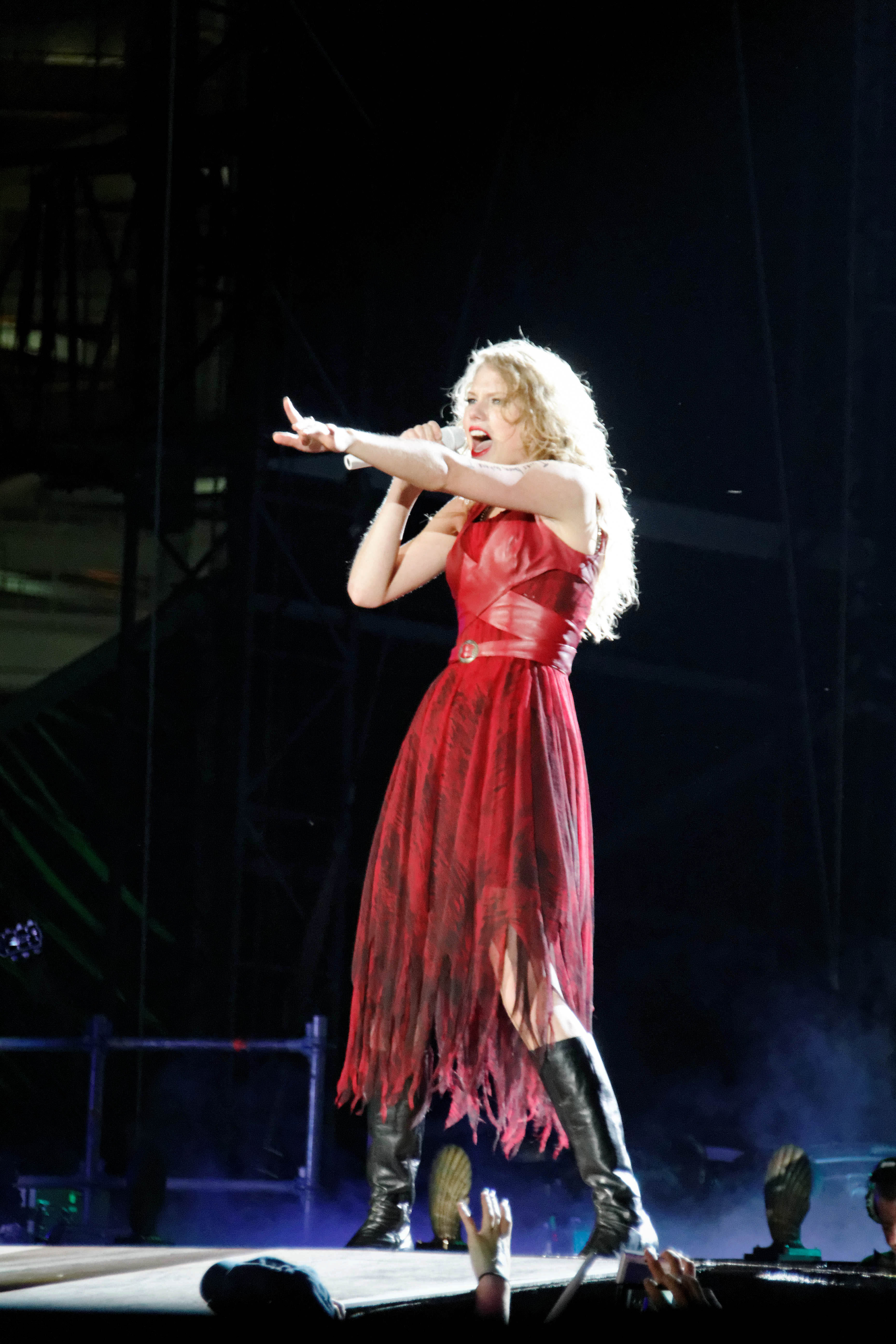
Swift biểu diễn "Haunted" trong Speak Now World Tour (2011–12)

"Haunted" là bài hát do ca sĩ-nhạc sĩ sáng tác ca khúc người Mỹ Taylor Swift viết và thu âm cho album phòng thu thứ ba của cô, Speak Now (2010). Sau vụ tranh chấp quyền sở hữu tác phẩm của Taylor Swift năm 2019, cô thu âm lại bài hát với tựa đề "Haunted (Taylor's Version)" cho album thu âm lại Speak Now (Taylor's Version) (2023).

## Bảng xếp hạng
| Bảng xếp hạng (2010–11)                       | Vị trí cao nhất |
| --------------------------------------------- | --------------- |
| Canada (Canadian Hot 100)                     | 61              |
| Hoa Kỳ Billboard Hot 100                      | 63              |
| Hoa Kỳ Country Digital Song Sales (Billboard) | 8               |

## Chứng nhận
| Quốc gia                                                    | Chứng nhận | Số đơn vị/doanh số chứng nhận |
| ----------------------------------------------------------- | ---------- | ----------------------------- |
| Úc (ARIA)                                                   | Vàng       | 35.000‡                       |
| Úc (ARIA) Bản acoustic                                      | Vàng       | 35.000‡                       |
| Hoa Kỳ (RIAA)                                               | Vàng       | 500.000‡                      |
| ‡ Chứng nhận dựa theo doanh số tiêu thụ và phát trực tuyến. |            |                               |

## "Haunted (Taylor's Version)"
Swift rời hãng thu âm Big Machine và ký hợp đồng mới với Republic Records vào năm 2018. Cô bắt đầu thu âm lại sáu album phòng thu đầu tiên của cô trong tháng 11 năm 2020. Bản thu âm lại của  "Haunted" mang tựa đề "Haunted (Taylor's Version)" và nằm trong album Speak Now (Taylor's Version), bản thu âm lại của Speak Now, phát hành vào ngày 7 tháng 7 năm 2023.

### Bảng xếp hạng
| Bảng xếp hạng (2023)                 | Vị trí cao nhất |
| ------------------------------------ | --------------- |
| Úc (ARIA)                            | 48              |
| Canada (Canadian Hot 100)            | 55              |
| Thế giới Global 200 (Billboard)      | 53              |
| New Zealand (Recorded Music NZ)      | 40              |
| Philippines (Billboard)              | 25              |
| Singapore (RIAS)                     | 20              |
| UK Streaming (OCC)                   | 83              |
| Hoa Kỳ Billboard Hot 100             | 50              |
| Hoa Kỳ Hot Country Songs (Billboard) | 22              |